# Дом Редичкина
Дом Редичкина — историческое здание в Петергофе. Построено в начале XX века. Находится по адресу Санкт-Петербургский проспект, 51. Памятник архитектуры регионального значения.

## История
Участок, на котором расположен дом, первоначально принадлежал командиру роты топографического депо В. В. Бабушкину, который построил здесь деревянное здание со службами. В 1881 году владельцем стал купец Василий Кастерин. В 1911 году участок купил потомственный дворянин и нотариус Александр Дмитриевич Редичкин. Он снёс старый дом генерала Бабушкина и возвел новый каменный дом в стиле неоготики.
Редичкин владел имением несколько лет и был прописан в Петергофе, но затем перевел дом на жену Ольгу Владимировну, а сам перебрался в Петроград. Ольга Редичкина сдавала жильё в наём. Так, в 1914 году в этом доме был прописан профессиональный революционер Пётр Дашкевич. Он хранил здесь запрещённую литературу и проводил заседание марксистских кружков.
После революции 1917 года дом национализировали и приспособили под проживание нескольких семей. В 1921 году по постановлению Дашкевича, который в это время являлся председателем президиума Петергофского уездного исполкома, было решено организовать в доме музей и постоянную выставку советской и партийной работы в уезде. Но в силу различных обстоятельств музей так и не открыли, а дом остался жилым.
Во время Великой Отечественной войны дом был частично поврежден: разрушена высокая башня, были выбиты окна и двери. В 1949 году здание отремонтировали. Нескольким сотрудникам училища связи дали здесь квартиры.
В парадной находятся восемь квартир, а квартира № 9 имеет изолированный вход. Лестничные марши в парадной на 8 квартир подлинные, ограждения советские, послевоенные.

## Галерея
- Вид со стороны проспекта (2011)
- Портал с римскими цифрами (2015)
- Угловой вид (2015)
- Внешнее обрамление окон (2015)